# 日本歌人クラブ賞
日本歌人クラブ賞は、日本で最も古い歴史と最大の規模を持つ歌人の親睦団体である日本歌人クラブが主催する、中堅・ベテランの歌集を対象にした賞。日本歌人クラブは、前川佐美雄が設立した結社の日本歌人とは無関係である。年一回、前年度に刊行された個人の単独歌集から選ばれる。1955（昭和30）年創設の「日本歌人クラブ推薦歌集」を名称変更し、1974（昭和49）年に改めて制定された。選考は、日本歌人クラブの中央幹事（理事に相当）、地方ブロック（北海道・東北・北関東・南関東・東京・甲信越・北陸・東海・近畿・中国・四国・九州の12ブロック）役員、過去の受賞者、名誉会員から事前にアンケートを募り、その結果を基に、日本歌人クラブの中央幹事および中央幹事会から指名された会員で構成された選考委員会が選考する。選考委員の任期は一年。2024年度の選考委員は黒岩剛仁、生沼義朗、大森悦子、高山邦男、山内頌子。受賞者には、賞状と賞金10万円（2024年度）が授与される。
このほか、長年に渉り地道に短歌に励み、斯道に貢献した歌人を顕彰する日本歌人クラブ大賞、60歳以下の作者の第一歌集を対象にした日本歌人クラブ新人賞と、短歌や歌人に対する評論書や研究書を対象とした日本歌人クラブ評論賞がある。

## 過去の受賞者

### 第1回から第10回
- 第1回（1974年）田谷鋭『水晶の座』（白玉書房）、吉田松四郎『忘暦集』（短歌新聞社）
- 第2回（1975年）鐸静枝『流紋』（新星書房）、岡山たづ子『一直心』（新星書房）
- 第3回（1976年）阿部正路『飛び立つ鳥の季節に』（冬樹社）、三浦武『小名木川』（国民文学社）
- 第4回（1977年）小谷心太郎『宝珠』（短歌新聞社）
- 第5回（1978年）鈴木英夫『忍冬文』（柏葉書院）
- 第6回（1979年）該当作なし
- 第7回（1980年）植木正三『草地』（草地短歌会）、春日真木子『火中蓮』（短歌新聞社）
- 第8回（1981年）岡部文夫『晩冬』（短歌新聞社）
- 第9回（1982年）蒔田さくら子『紺紙金泥』（短歌新聞社）
- 第10回（1983年）上田三四二『遊行』（短歌新聞社）、高嶋健一『草の快楽』（不識書院）

### 第11回から第20回
- 第11回（1984年）鈴木康文『米寿』（短歌新聞社）、 苔口萬寿子『紅蓮華』（不識書院）
- 第12回（1985年）野村清『皐月号』（石川書房）、 君島夜詩『生きの足跡』（不識書院）
- 第13回（1986年）山本かね子『月夜見』（不識書院）、 来嶋靖生『雷』（短歌新聞社）
- 第14回（1987年）野北和義『山鶏』（不識書院） 、 谷邦夫『野の風韻』（短歌新聞社）
- 第15回（1988年）須藤若江『忍冬文』（短歌研究社）、片山貞美『鳶鳴けり』（不識書院）
- 第16回（1989年）坂田信雄『寒峭』（不識書院）、伊藤雅子『ほしづき草』（短歌公論社）
- 第17回（1990年）三宅千代『冬のかまきり』（短歌研究社）、清水房雄『絑間抄』（不識書院）
- 第18回（1991年）倉地与年子『素心蘭』（短歌新聞社）、白石昂『冬山』（角川書店）
- 第19回（1992年）星野丑三『歳月』（香蘭短歌会） 、林光雄『無碍光』（短歌新聞社） 、只野幸雄『黄楊の花』（短歌新聞社）
- 第20回（1993年）御供平佶『神流川』（短歌新聞社） 、中野照子『秘色の天』（短歌新聞社）

### 第21回から第30回
- 第21回（1994年）石川恭子『木犀の秋』（花神社）
- 第22回（1995年）橋本喜典『無冠』（不識書院）
- 第23回（1996年）高松秀明『宙に風花』（短歌新聞社）
- 第24回（1997年）石黒清介『雪ふりいでぬ』（短歌新聞社）
- 第25回（1998年）芝谷幸子『山の祝灯』（短歌新聞社）、山本寛太『真菰』（短歌新聞社）
- 第26回（1999年）土屋正夫『鳴泉居』（ながらみ書房） 、玉井清弘『清漣』（砂子屋書房）
- 第27回（2000年）春日井建『白雨』（短歌研究社）『友の書』（雁書館）
- 第28回（2001年）岩田正『和韻』（短歌研究社）
- 第29回（2002年）永田和宏『荒神』（砂子屋書房）
- 第30回（2003年）雨宮雅子『昼顔の譜』（柊書房）

### 第31回から第40回
- 第31回（2004年）三井修『風紋の島』（砂子屋書房）、日高堯子『樹雨』（北冬舎）
- 第32回（2005年）大下一真『足下』（不識書院）
- 第33回（2006年）山名康郎『冬の骨』（短歌新聞社）、板宮清治『杖』（短歌新聞社）
- 第34回（2007年）大島史洋『封印』（角川書店）、波汐國芳『マグマの歌』（短歌研究社）
- 第35回（2008年）三井ゆき『天蓋天涯』（角川書店）、松坂弘『夕ぐれに涙を』（角川書店）
- 第36回（2009年）安森敏隆『百卒長』（青磁社）
- 第37回（2010年）今野寿美『かへり水』（角川書店）、内田弘『街の音』（短歌新聞社）
- 第38回（2011年）中根誠『境界(シュヴェレ）』（ながらみ書房）
- 第39回（2012年）中地俊夫『覚えてゐるか』（角川書店）
- 第40回（2013年）佐波洋子『時のむこうへ』（角川書店）

### 第41回から第50回
- 第41回（2014年）佐伯裕子『流れ』（短歌研究社）
- 第42回（2015年）楠田立身『白雁』（ながらみ書房）
- 第43回（2016年）島田幸典『駅程』（砂子屋書房）
- 第44回（2017年）久我田鶴子『菜種梅雨』（砂子屋書房）
- 第45回（2018年）伊勢方信『ピアフは歌ふ』（本阿弥書店）
- 第46回（2019年）本田一弘『あらがね』（ながらみ書房）、春日いづみ『塩の行進』（現代短歌社）
- 第47回（2020年）久々湊盈子『麻裳よし』（短歌研究社）
- 第48回（2021年）大口玲子『自由』（書肆侃侃房）
- 第49回（2022年）久保田登『手形足形』（いりの舎）、古谷智子『ベイビーズ・ブレス』（ながらみ書房）
- 第50回（2023年）山中律雄『淡黄』（現代短歌社）

### 第51回から第60回
- 第51回（2024年）萩岡良博『漆伝説』（本阿弥書店）
- 第52回（2025年）黒木三千代『草の譜』（砂子屋書房）